# قاطنة قنفذ البحر الفيتنامية
قاطنة قنفذ البحر الفيتنامية (الاسم العلمي: Echinicola vietnamensis) هي نوع من البكتيريا، سلبية الغرام، تتبع جنس قاطنة قنفذ البحر.